# Constraint (Band)
Constraint war eine deutsche Hardcore-Band aus Hannover.

## Geschichte
Die Band wurde 1995 in Hannover gegründet und veröffentlichte im selben Jahr das Demo Soulgrind, aufgrund dessen sie einen Plattenvertrag bei Lifeforce Records erhielt. Dort erschienen 1997 bzw. 1998 die EPs Twelveeighteen und Breath. In der Folge nahm Kingfisher Records, ein Sublabel von Century Media, die Gruppe unter Vertrag und veröffentlichte 1999 das Album What We Are Is What We Do and What We Do Always Changes, das einzige, auch schlicht als Changes betitelte Album des Quartetts.
Im Anschluss an das Debütalbum erschienen bislang keine weiteren Veröffentlichungen. Gitarrist Thias wechselte 2001 zur Hannoveraner Crossover-Band Coan Teen.

## Stil
In der Rezension des Albums Changes von Visions wurde lobend hervorgehoben, dass „viele klare Arrangements, nur wenige Growls und vor allem unzählige Rhythmuswechsel […] das Spannungspotential“ erhielten. In der Besprechung von Intro wurde die Musik als „eher schleppend, metallisch und trotzdem arschtretend“ bezeichnet. Musikalisch wurde unter anderem ein Vergleich zu Earth Crisis gezogen.

## Diskografie
- 1997: Twelveeighteen (EP, Lifeforce Records)
- 1998: Breath (EP, Lifeforce Records)
- 1999: What We Are Is What We Do and What We Do Always Changes (Kingfisher Records)